# NGC 524
NGC 524 (другие обозначения — UGC 968, MCG 1-4-53, ZWG 411.51, IRAS01221+0916, PGC 5222) — галактика типа SA0 в созвездии Рыбы, расположена на расстоянии приблизительно в 90 миллионов световых лет от Земли.
Галактика NGC 524 является лентикулярной (линзовидной или двояковыпуклой). Подобные галактики, как предполагается, находятся в промежуточном состоянии, так как пока не являются ни эллиптическими, ни спиральными. Наблюдения за NGC 524 показали, что она имеет некоторое спиралевидное движение, чем и объясняется её сложная структура. 
Этот объект входит в состав группы галактик NGC 470. Является центральной галактикой в группе NGC 524. NGC 524 является некоторым фотометрическим стандартом, так как по данной галактике имеется большое число качественных изображений, сведённых к стандартному формату фотометрической системы UBV.
Этот объект входит в число перечисленных в оригинальной редакции «Нового общего каталога».
В галактике вспыхнула сверхновая SN 2000cx типа Ia-p, её пиковая видимая звездная величина составила 14,5.
В галактике вспыхнула сверхновая SN 2008Q типа Ia, её пиковая видимая звездная величина составила 16,5.